# Daniel Adair
Daniel Patrick Adair (ur. 19 lutego 1975 w Vancouver) – perkusista kanadyjskiego zespołu Nickelback. Zastąpił poprzedniego perkusistę Ryana Vikedala, który odszedł z zespołu po zakończeniu trasy koncertowej promującej The Long Road. Adair współpracował niegdyś z zespołem 3 Doors Down, Bo Rice'em i innymi. All the Right Reasons to jego pierwszy album nagrany wspólnie z Nickelback.